# 1149-1140 v.Chr.
De jaren 1149-1140 v.Chr. (van de christelijke jaartelling) zijn een decennium in de 12e eeuw v.Chr..

## Gebeurtenissen

### Egypte
- 1145 v.Chr. - In Opper-Egypte zijn de hogepriesters van Elephantine betrokken bij een corruptieschandaal.
- 1143 v.Chr. - Koning Ramses VII (1143 - 1136 v.Chr.) de zesde farao van de 20e dynastie van Egypte.

### Babylonië
- 1145 v.Chr. - Koning Nebukadnezar I (1145 - 1114 v.Chr.) regeert over Babylon.

### Assyrië
- 1140 v.Chr. - Koning Ninurta Tukulti Ashur (1140 - 1138 v.Chr.) heerser over het Assyrische Rijk.

<< · 1199-1190 · 1189-1180 · 1179-1170 · 1169-1160 · 1159-1150 · 1149-1140 · 1139-1130 · 1129-1120 · 1119-1110 · 1109-1100 · >>